# 山口田主
山口 田主（やまぐち の たぬし）は、奈良時代の官人・算道家。姓は忌寸。位階は正六位上。

## 経歴
養老5年（721年）佐為王・山上憶良らと共に、退朝後に教育係として皇太子・首皇子（のちの聖武天皇）に侍すよう命じられる。また同月には百官のうちで学業に優れて模範となるべき者に対して後進の励みとするために、元正天皇から特別に褒賞を与えることになったが、田主は志斐三田次らと共に算術に優れていることを賞され、絁10疋・絹糸10絇・麻布20端・鍬20口を与えられている（この時の位階は正六位上）。
天平2年（730年）諸博士が老いてきたことから学業を後進に教授することになった際、田主は志斐三田次らと共に2人の弟子を取って算道を学ばせるように命ぜられた。

## 系譜
- 父：不詳
- 母：不詳
- 妻：不詳
  - 男子：山口佐美麻呂[4]